# Antichloris steinbachi
Antichloris steinbachi là một loài bướm đêm thuộc phân họ Arctiinae, họ Erebidae.